# ميهيلا لازيتش
ميهيلا لازيتش (بالكرواتية: Mihaela Lazić) مواليد 20 نوفمبر 2000 في سلافونسكي برود، كرواتيا، هي لاعبة كرة سلة كرواتية. بدأت مسيرتها الاحترافية في سنة 2011. تلعب مع سلافونسكي برود في الدوري الكرواتي لكرة السلة للسيدات في مركز الهجوم الخلفي. وتحمل الرقم 7.

## روابط خارجية
- ميهيلا لازيتش على موقع كرة السلة الأوروبية.كوم (الإنجليزية)
- ميهيلا لازيتش على موقع كلية كرة السلة في سبورتس رفرنس.كوم (الإنجليزية)